# Большая Озерница
Большая Озерница — река в России, протекает в Омутнинском районе Кировской области. Устье реки находится в 1196 км по левому берегу реки Вятки. Длина реки составляет 20 км.
Исток реки на Верхнекамской возвышенности в 2 км к северо-востоку от посёлка Омутнинский и в 14 км к северо-западу от города Омутнинск. Река течёт на северо-восток по ненаселённому лесному массиву. Приток — Малая Озерница (левый). Впадает в боковую старицу Вятки севернее посёлка Метрострой (Белореченское сельское поселение).

## Данные водного реестра
По данным государственного водного реестра России относится к Камскому бассейновому округу, водохозяйственный участок реки — Вятка от истока до города Киров, без реки Чепца, речной подбассейн реки — Вятка. Речной бассейн реки — Кама.
По данным геоинформационной системы водохозяйственного районирования территории РФ, подготовленной Федеральным агентством водных ресурсов:
- Код водного объекта в государственном водном реестре — 10010300212111100030054
- Код по гидрологической изученности (ГИ) — 111103005
- Код бассейна — 10.01.03.002
- Номер тома по ГИ — 11
- Выпуск по ГИ — 1